# Port lotniczy Boston
Port lotniczy Boston – międzynarodowy port lotniczy położony 5 km na wschód od Bostonu. Jest największym portem lotniczym w stanie Massachusetts i 20. w Stanach Zjednoczonych. W 2006 obsłużył 27 068 000 pasażerów.

## Linie lotnicze i połączenia
| Linie lotnicze               | Kierunki |
| ---------------------------- | --- |
| Aer Lingus                   | Dublin, Shannon |
| Aeroméxico                   | Meksyk-Benita Juareza (do 7 stycznia 2019) |
| Air Canada                   | Halifax, Montreal-Pierre Elliott Trudeau, Ottawa, Toronto-Lester B. Pearson |
| Air France                   | Paryż-Roissy-Charles de Gaulle |
| Alaska Airlines              | Los Angeles, Montreal-Pierre Elliott Trudeau, Portland, San Diego, San Francisco, Seattle-Tacoma, Toronto-Lester B. Pearson |
| Alitalia                     | Rzym-Fiumicino |
| American Airlines            | Charlotte, Chicago-O’Hare, Dallas-Fort Worth, Filadelfia, Harrisburg, Los Angeles, Miami, Nowy Jork-JFK, Nowy Jork-LaGuardia, Phoenix-Sky Harbor, Pittsburgh (do 18 grudnia 2018), Rochester, Syracuse, Waszyngton Ronalda Reagana |
| Atlas Air                    | Cincinnati-Northern Kentucky |
| Avianca                      | Bogota-El Dorado, San Salvador-Comalapa |
| Azores Airlines              | Lajes, Ponta Delgada |
| Boutique Air                 | Massena |
| British Airways              | Londyn-Heathrow |
| Cape Air                     | Albany, Augusta, Hancock, Hyannis, Lebanon, Nantucket, Provincetown, Rockland, Rutland, Saranac Lake, Vineyard Haven |
| Cathay Pacific               | Hongkong |
| Copa Airlines                | Panama |
| Delta Air Lines              | Amsterdam-Schiphol, Atlanta-Hartsfield-Jackson, Austin-Bergstrom, Bermudy-Wade, Buffalo-Niagara, Charleston, Cincinnati-Northern Kentucky, Columbus, Detroit, Dublin, Edynburg (od 23 maja 2019), Filadelfia, Fort Lauderdale/Hollywood, Indianapolis, Jacksonville, Kansas City, Las Vegas-McCarran, Lizbona (od 23 maja 2019), Londyn-Heathrow, Los Angeles, Millwaukee, Minneapolis-St. Paul, Nashville, Norfolk Island, Nowy Jork-JFK, Nowy Jork-LaGuardia, Orlando, Palm Beach, Paryż-Roissy-Charles de Gaulle, Pittsburgh, Raleigh-Durham, Richmond, Salt Lake City, San Francisco, Sarasota (od 2 marca 2019), Seattle-Tacoma, Tampa |
| El Al                        | Tel Awiw-Ben Guriona |
| Emirates                     | Dubaj |
| ExpressJet Airlines          | Teterboro |
| FedEx Express                | Indianapolis, Memphis, Newark-Liberty |
| Garuda Indonesia             | Teterboro, White Plains |
| Hainan Airlines              | Pekin, Szanghaj-Pudong |
| Hawaiian Airlines            | Honolulu (od 4 kwietnia 2019) |
| Heiljet International        | Waszyngton-Dulles |
| Iberia                       | Barcelona, Madryt-Barajas |
| Icelandair                   | Reykjavík-Keflavík |
| Japan Airlines               | Tokio-Narita |
| JetBlue Airways              | Atlanta-Hartsfield-Jackson, Austin-Bergstrom, Bermudy-Wade, Bridgetown-Grantley Adams, Buffalo-Niagara, Hollywood Burbank, Cancún, Charleston, Charlotte, Chicago-O’Hare, Cleveland-Hopkins, Dallas-Fort Worth, Denver, Detroit, Filadelfia, Fort Lauderdale/Hollywood, Hawana, Hayden (od 15 grudnia 2018), Houston-William P. Hobby, Jacksonville, Las Vegas-McCarran, Long Beach, Los Angeles, Luis Muñoz Marín, Meksyk-Benita Juareza, Minneapolis-St. Paul, Montego Bay, Nashville, Newark-Liberty, Nowy Jork-JFK, Nowy Jork-LaGuardia, Nowy Orlean-Louis Armstrong, Oranjestad, Orlando, Palm Beach, Palm Springs (od 14 lutego 2019), Phoenix-Sky Harbor, Pittsburgh, Point-au-Prince, Punta Cana, Punta Caucedo, Raleigh-Durham, Richmond, Rochester (od 8 stycznia 2019), Salt Lake City, San Diego, San Francisco, San Jose, Santiago de los Caballeros, Sarasota, Savannah/Hilton Head, Seattle-Tacoma, Southwest Florida, St. Maarten (od 16 lutego 2019), St. Thomas (od 14 lutego 2019), Syracuse, Tampa, Waszyngton-Baltimore, Waszyngton-Dulles (do 7 stycznia 2019), Waszyngton Ronalda Reagana, White Plains |
| Jet Charter                  | Houston-William P. Hobby |
| KLM                          | Amsterdam-Schiphol (od 31 marca 2019) |
| Korean Air                   | Seul-Inczon (od 12 kwietnia 2019) |
| Lao Central Airlines         | Filadelfia-Northeast |
| LATAM Brasil                 | São Paulo-Guarulhos |
| Lufthansa                    | Frankfurt, Monachium |
| National Airlines            | Los Angeles, Richmond, Toronto-Lester B. Pearson |
| NetJets                      | Chicago-Midway, Cleveland-Hopkins, Hancock, Hartford, Morristown, Providence, San Francisco, Teterboro, Trenton–Mercer, Waszyngton-Dulles, Westhampton-Beach, White Plains |
| New England Airlines         | Charlottesville-Albemarle, Chicago-Executive, Stratford |
| Nolinor Aviation             | Fort Lauderdale/Hollywood, Ottawa, Pittsfield, Saranac Lake |
| Norwegian Air Shuttle        | Londyn-Gatwick, Paryż-Roissy-Charles de Gaulle |
| Porter Airlines              | Harrisburg, Toronto-City |
| Qatar Airways                | Doha-Hamad |
| Scandinavian Airlines System | Kopenhaga-Kastrup |
| Shree Airlines               | Des Moines, White Plains |
| Southwest Airlines           | Atlanta-Hartsfield-Jackson, Austin-Bergstrom, Chicago-Midway, Columbus, Dallas-Love, Denver, Houston-William P. Hobby, Indianapolis, Kansas City, Millwaukee, Nashville, Orlando (od 13 kwietnia 2019), St. Louis-Lambert, Waszyngton-Baltimore |
| Spirit Airlines              | Atlanta-Hartsfield-Jackson, Chicago-O’Hare, Cleveland-Hopkins, Detroit, Fort Lauderdale/Hollywood, Las Vegas-McCarran, Myrtle Beach, Nowy Orlean-Louis Armstrong, Orlando, Southwest Florida, Tampa, Waszyngton-Baltimore |
| Sun Country Airlines         | Minneapolis-St. Paul |
| Swissair                     | Bedford, Teterboro, Zurych-Kloten |
| Cabo Verde Airlines          | Praia |
| TAP Portugal                 | Lizbona |
| Tradewind Aviation           | Teterboro |
| Turkish Airlines             | Stambuł-Atatürk (do 31 grudnia 2018), Stambuł New Airport (od 1 stycznia 2019) |
| United Airlines              | Chicago-O’Hare, Cleveland-Hopkins, Denver, Houston-George Bush, Los Angeles, Newark-Liberty, San Francisco, Waszyngton-Dulles |
| UPS Airlines                 | Dallas-Fort Worth, Filadelfia, Louisville |
| Virgin Atlantic Airways      | Londyn-Heathrow |
| WestJet                      | Halifax, Toronto-Lester B. Pearson |
| Wiggins Airways              | Manchester-Boston |
| WOW air                      | Reykjavík-Keflavík |
| Xojet                        | San Diego-McClellan–Palomar, White Plains |
| Zorex                        | Albany, Bedford, Montreal-Pierre Elliott Trudeau, Nantucket, Omaha-Eppley, Teterboro |